# Канесса, Роберто
Роберто Хорхе Канесса Урта (исп. Roberto Jorge Canessa Urta; род. 17 января 1953, Монтевидео, Уругвай) — один из 16 выживших в катастрофе уругвайского авиарейса 571, произошедшей 13 октября 1972 года в Андах. Кандидат в президенты Уругвая на выборах 1994 года (получил 0,08 % голосов).

## 13 октября 1972
В колледже Stella Maris Кенесса учился на медицинском факультете. В составе регбийной команды «Олд Кристианс» попал в авиакатастрофу в Андах. Именно Канессе пришла идея употреблять в пищу мясо погибших, чтобы выжить. Он и Фернандо Паррадо потратили десять дней на то, чтобы добраться от самолёта до ближайших поселений, чтобы известить о выживших в катастрофе.

## После спасения
После спасения Канесса рассказал, что в основном ему помогли спастись мысли о матери и его невесте, дочери доктора, Лауре Суррако, на которой он вскоре женился. У них родились сыновья Иларио,Роберто Мартин и дочь Лаура Инес. Канесса стал кардиологом и оратором.

## Кандидат в президенты
Роберто Канесса был кандидатом на выборах президента Уругвая в 1994 году, но не получил достаточной общественной поддержки. Канесса набрал 0,08 % голосов, отстав от бывшего президента Хулио Мариа Сангинетти, который набрал 30,83 % общественного голосования.

## В кино
- В 1993 на экраны вышел художественный фильм-реконструкция «Живые», где роль Канесса исполнил Джош Хэмилтон.
- В фильме Хуана Антонио Байоны «Общество снега» (2023) роль Канессы исполнил Матиас Рекалт.